# Lido di Dante
Lido di Dante è una frazione del comune di Ravenna, situata circa 13 km a sud est del capoluogo, sulla Riviera romagnola.

## Geografia fisica

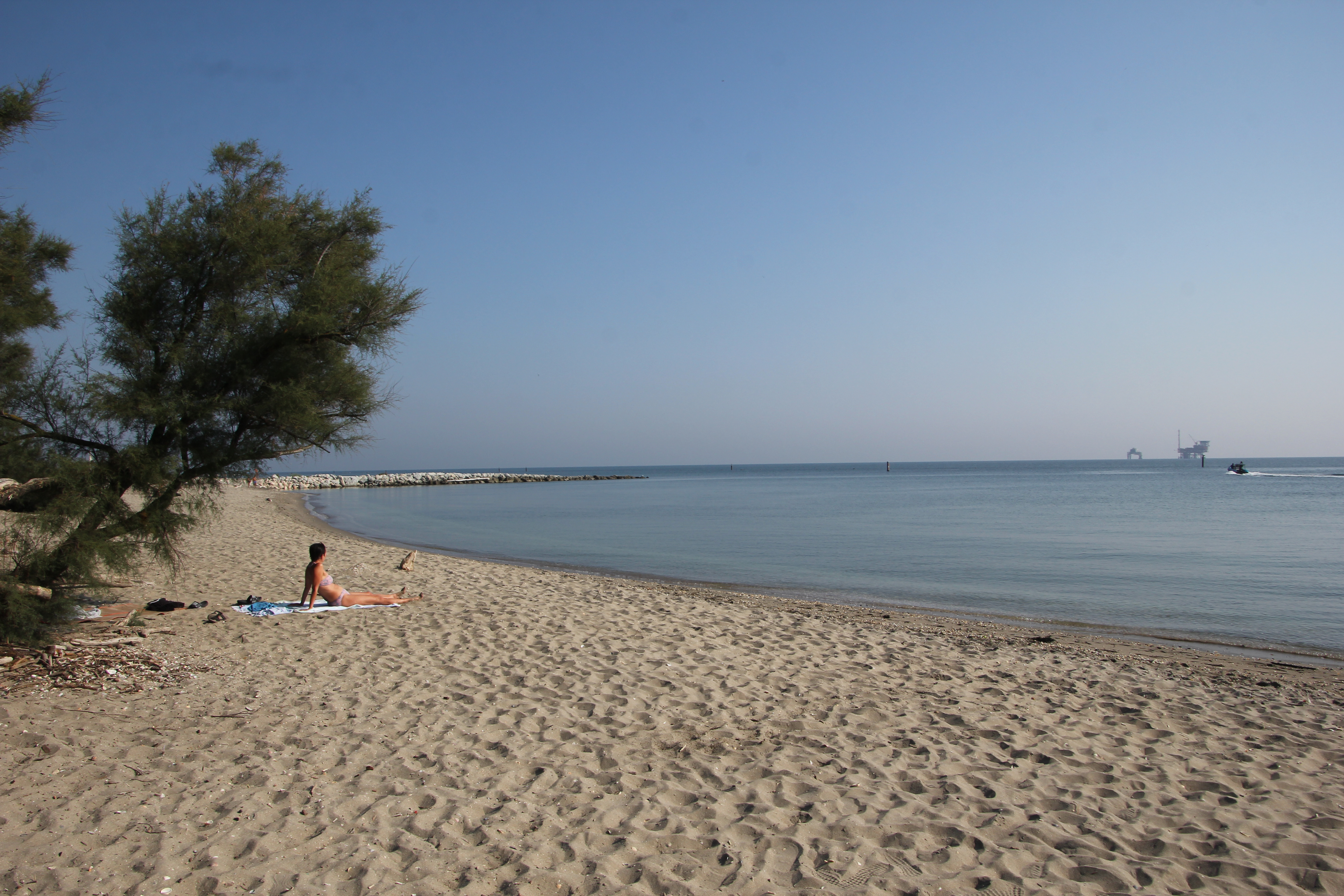
Un tratto della spiaggia

È compreso tra la foce dei Fiumi Uniti (Ronco e Montone) e quella del Bevano.
È raggiungibile con una deviazione dalla strada statale 309 Romea, a sud di Ravenna ed a nord dell'abitato di Classe, nei pressi della Basilica di Sant'Apollinare in Classe e a breve distanza da Mirabilandia.

## Luoghi d'interesse
È un centro di turistico balneare, noto soprattutto per la spiaggia della Bassona, segnalata nel 2003 da Legambiente per il suo carattere incontaminato (comprende in parte la pineta di Classe) e in seguito eletta con altre dieci fra le più belle d'Italia.
La località è dotata di quattro stabilimenti balneari sulla spiaggia adiacente al centro abitato, e più a sud di altri 500 metri di spiaggia libera.
Vi è anche praticato il naturismo (dal 1977) nella prima parte della spiaggia libera a sud, nella Spiaggia FKK che è anche l’unica spiaggia naturista autorizzata nel comune di Ravenna (attrezzata con toilette e servizio-bagnino) e a pochi passi dal Camping Classe FKK (una porzione del Camping Classe Village) riservato ai villeggiatori naturisti.